# Anton Gołubiew
Anton Walerjewicz Gołubiew (ros. Антон Валерьевич Голубев; ur. 25 lutego 1987) – rosyjski hokeista

## Kariera klubowa
- Awangard Omsk (2004–2007)
- Nieftianik Leninogorsk (2007)
- Zauralje Kurgan (2007–2011)